# Lutzerath
Lutzerath település Németországban, Rajna-vidék-Pfalz tartományban. Lakosainak száma 1469 fő (2023. december 31.).

## Népesség
A település népességének változása:
| Lakosok száma | 1316 | 1446 | 1429 | 1479 | 1466 | 1469 |
|               | 1975 | 2017 | 2019 | 2021 | 2022 | 2023 |